# Sint-Augustinuskerk (Middelburg)
De Sint-Augustinuskerk is een zaalkerk zonder toren in de Zeeuwse hoofdstad Middelburg. De kerk werd ontworpen door stadsarchitect Jan de Munck ten behoeve van de lutherse gemeente in Middelburg. De bouw werd aangevangen in 1740 en in 1742 kon de Lutherse Kerk in gebruik genomen worden. In 2014 werd de kerk verkocht aan de Oudkatholieke Kerk en door hen in gebruik genomen, waarna de kerk werd gewijd aan Sint-Augustinus van Hippo.

## Lutheranen in Zeeland
Reeds in 1586 kan er gesproken worden van een lutherse gemeente in Middelburg toen het eerste doopboek werd samengesteld. Alhoewel er waarschijnlijk voor 1586 al een klein aantal Lutheranen in Middelburg woonde, nam hun aantal snel toe nadat de stad Antwerpen viel in 1585 en vele protestanten de stad ontvluchten naar de Noordelijke Nederlanden. Het Middelburgse stadsbestuur stond toe dat de Lutheranen in Middelburg verbleven maar door wantrouwen van de Gereformeerden jegens de Lutheranen werd hen niet toegestaan om een eigen kerkgebouw in gebruik te nemen. Enkele jaren later, in 1589, werden samenkomsten in particuliere huizen ook verboden, maar vonden desalniettemin nog wel plaats. Op 11 augustus 1590 werd op voorlopige basis Johan Kersseler aangesteld als eerste predikant. De gemeente groeide snel, wat tot zorgen leidde bij de Gereformeerden.
In 1605 werd een kerkdienst verstoord door de Middelburgse baljuw, maar deze actie werd niet gesteund door de Zeeuwse Staten, en de gemeente werd gedurende de zeventiende eeuw met rust gelaten. Tijdens deze eeuw groeide de Lutherse gemeente sterk wat vooral te danken was aan de bloeiende handel en resulteerde in een toenemende immigratie vanuit Duitse, maar in mindere mate ook uit Scandinavische en Baltische staten waar protestanten voornamelijk Luthers waren. In 1617 werd de bovenverdieping van een pakhuis aan de Suikerpoort in gebruik genomen als kerk. Zowel in 1658 als in 1673 werd het gebouw beschadigd door brand, waarna het werd verbouwd. Rond deze tijd werd de kerk uitgebreid met de begane grond. Het interieur van de kerk bestond uit twee gaanderijen met houten zuilen boven de ingang. Aan de wand tegenover de ingang stond de preekstoel. In 1706 werd door het stadsbestuur toestemming gegeven voor de plaatsing van een orgel, welke boven de preekstoel werd geplaatst. Het boogsgewijze plafond was hemelsblauw geschilder met daarop vergulde hemellichamen. Het kerkje was echter te klein voor de groeiende gemeente in welke niet alleen diensten werden gehouden door de Middelburgse Lutheranen, maar ook door lutheranen uit Vlissingen, Veere, Arnemuiden, Zierikzee, Goes, het Land van Cadzand en Sas van Gent. In 1732 arriveerden 59 vluchtelingen uit Salzburg in Middelburg, omdat zij werden onderdrukt door de lokale katholieke bisschop. 39 van hen bleven in Middelburg en sloten zich aan bij de Lutherse gemeente.

## Plannen voor een nieuwe kerk
Door de groei van de gemeente werd de kerk aan de Suikerpoort te klein. Op 26 juli 1737 besloot de kerkenraad een 'Groot Consistorie' te beleggen om te beslissen om ofwel de huidige kerk te verbouwen en vergroten, of om een nieuwe kerk te bouwen. Deze bijeenkomst vond twee dagen later plaats en er werd besloten om stadsarchitect Jan de Munck te benaderen om de bouw van een nieuwe kerk te bespreken. In september waren de eerste plannen gereed en De Munck schatte de kosten rond 42.000 gulden. Als plaats werd door de kerkenraad een onbebouwd terrein aangewezen aan de binnenzijde van het Molenwater, aan het oude Begijnkerkhof waarmee het stadsbestuur instemde. Op kosten van de kerkenraad reisde De Munck af naar Rotterdam om daar de Lutherse kerk te bestuderen die enkele jaren daarvoor, in 1736, in gebruik was genomen.
Echter, de kerkelijke gemeente kon het geld niet opbrengen, en hoewel het stadsbestuur hen tegemoetkwam door vrijstelling van belastingen, andere lasten en gratis grond, werd hen verboden om in Middelburg en omstreken een collecte te houden. Als oplossing werden collecte-reizen georganiseerd. De predikant en een broeder reisden voor de eerste keer af in mei 1739 en kwamen langs Deventer, Zutphen, Osnabrück, Bremen, en enkele andere grote steden in noord Duitsland. In 1740 vonden nog twee reizen plaats, één naar Duitsland, en één naar Holland. Alhoewel een aanzienlijk bedrag werd opgehaald was dit niet toereikend, zodat een aanvullend bedrag van 30.000 gulden moest worden geleend in lijfrenten.

## De bouw

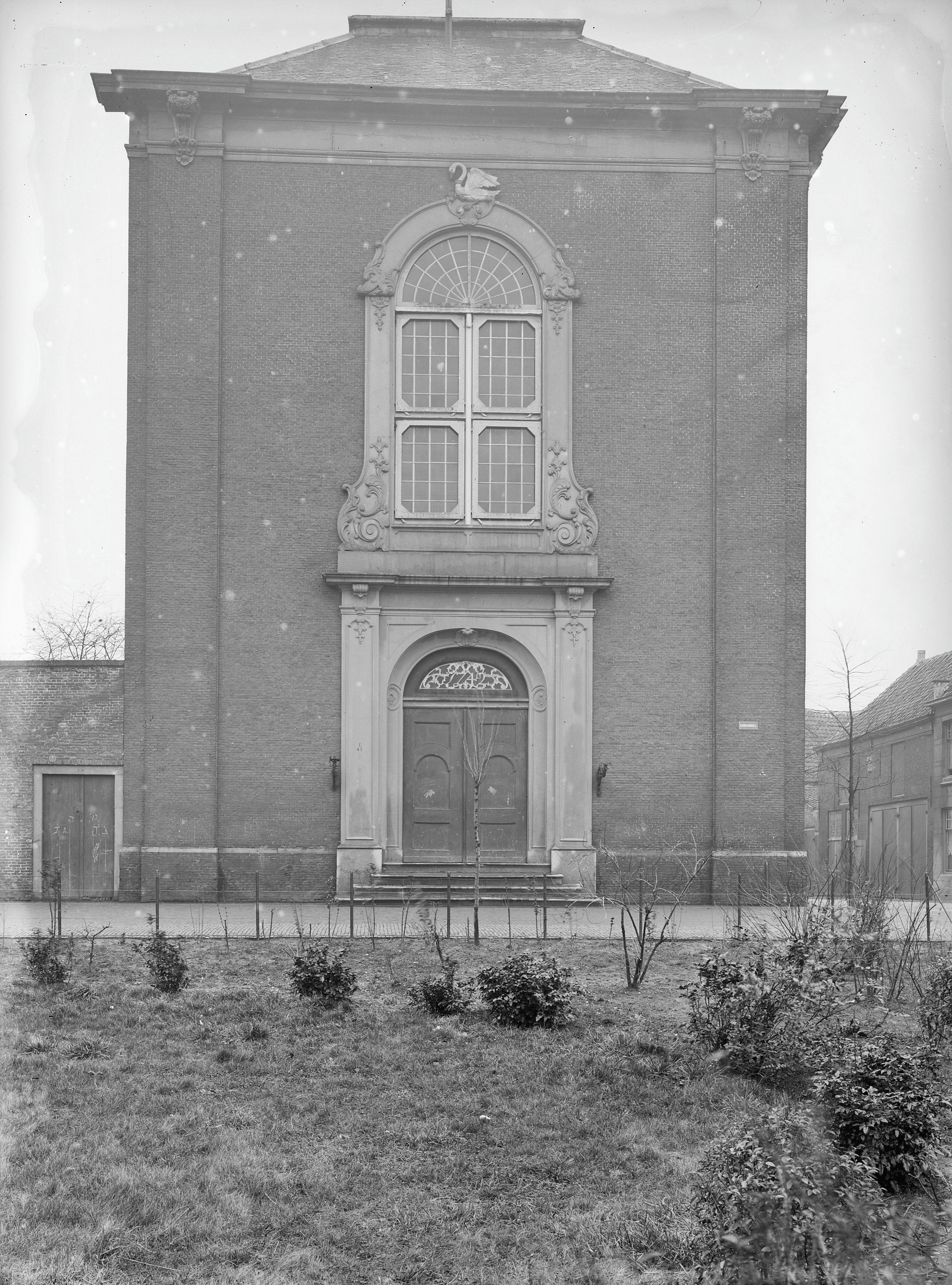
De voorgevel van de kerk in 1923.

In 1740 kon begonnen worden met de bouw van de kerk. Tegelijkertijd werd naast de kerk de pastorie en een weesschool gebouwd, waardoor de kosten toenamen tot bijna 50.000 gulden. Jan de Munck hield toezicht over de bouwwerkzaamheden. Er werd ongeveer twee jaar gebouwd en op 20 mei 1742 kon de kerk worden ingewijd door predikant Zacharias Feldman met een preek uit Haggaï 2 vers 10 in de ochtend en 's avonds met een preek door predikant Christophorus Michels uit Nehemia 8 vers 5-6. In de kerk werd een gedenksteen geplaatst waarop staat: 'Deeze Kerk is voltooid in den jaare 1742 onder het beleid van den Heere Jan de Munck, beroemd Architect dezer stede Middelburg, tot wiens Ere de Luthersche Gemeente dit Gedenkteken opricht.' In 1811, onder Napoleon, werd de kerk bijna ingericht als hospitaal, tegen vergoeding van 40.000 francs, maar dit wist de kerkenraad te bevechten. De weesschool werd in 1812 door gebrek aan inkomsten gesloten door de maire.
De ingangspartij aan de voorgevel is ontworpen in provinciale Lodewijk XIV stijl, welke stijl veelvuldig werd toegepast door Jan de Munck. Boven op de ingangspartij staat een zwaan, het Luthersymbool. In beide lange zijden van de bakstenen zaalkerk zijn vier ramen geplaatst, waarvan twee zijn dichtgemetseld aan de oostzijde. De Munck streefde in zijn ontwerp naar eenheid van de ruimte. Dit werd enigszins tenietgedaan bij een restauratie aan het einde van de twintigste eeuw toen het plafond lichtblauw werd geverfd.

## Orgels

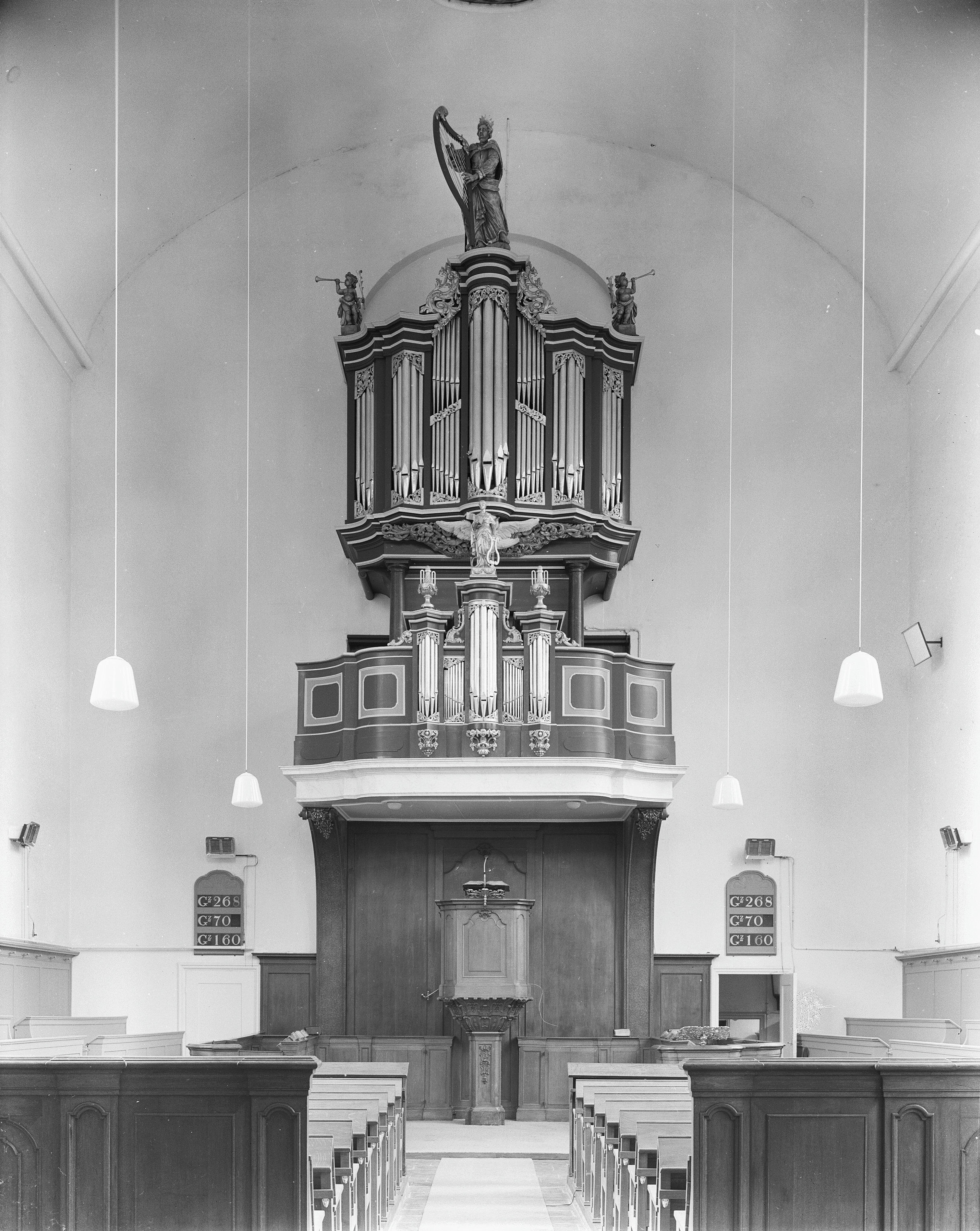
Het orgel en daaronder de preekstoel in de situatie van 1967.

Al in de oude kerk aan de Suikerpoort ontstond er in 1706 de behoefte aan een nieuw orgel. Enkele leden reisden af naar Holland en kwamen in contact met orgelbouwers Johannes Duyschot en zijn zoon Andries. Op 16 april 1706 werd het contract gesloten, welke was opgesteld door Jacob Cools, een orgelbouwer werkzaam in Zeeland. Er werd een prijs voor betaald van 1500 gulden en het orgel was gereed in 1707. Het mechanische eenklaviers orgel was uitgerust met 9 stemmen, een tremulant en een aangehangen pedaal. Na goedkeuring van Hendrik Wilkens, organist van de Sint-Laurenskerk in Rotterdam werd het orgel in gebruik genomen. De orgelkas werd ook vervaardigd door Duyschot, maar het aanwezige houtsnijwerk komt van de hand van de Middelburgse beeldhouwer Karel Milet. De twee engeltjes op de hoeken van de orgelkas zijn klein van stuk, waarschijnlijk omdat het anders niet in de kerk paste. Het lampet onder het hoofdwerk werd geschonken door de familie van Helsen en is ook voorzien van snijwerk door Milet.
| Manuaal | Manuaal          | Manuaal | Manuaal                             | Rugwerk | Rugwerk        | Rugwerk | Rugwerk                                                       |
| 1.      | Prestant         | 8 voet  |                                     | 1.      | Prestant       | 4 voet  | Toegevoegd in 1742                                            |
| 2.      | Holpijp          | 8 voet  |                                     | 2.      | Holpijp        | 8 voet  | Uitbreiding van 1754                                          |
| 3.      | Octaaf           | 4 voet  |                                     | 3.      | Fluit          | 4 voet  | Uitbreiding van 1754                                          |
| 4.      | Open fluit       | 4 voet  |                                     | 4.      | Octaaf         | 2 voet  | Uitbreiding van 1754                                          |
| 5.      | Quint            | 3 voet  |                                     | 5.      | Sesquialter    | 2 st.   | Uitbreiding van 1754                                          |
| 6.      | Superoctaaf      | 2 voet  |                                     | 6.      | Prestant       | 8 voet  | Uitbreiding door Nadorp, tussen 1774-1790                     |
| 7.      | Mixtuur bas/disc | 2-4 st. |                                     | 7.      | Dulciaan       | 8 voet  | Uitbreiding door Nadorp, tussen 1774-1790, verwijderd in 1912 |
| 8.      | Cornet discant   | 4 st.   |                                     | 8.      | Mixtuur        | 2-3 st. | Uitbreiding door Nadorp, tussen 1774-1790, verwijderd in 1912 |
| 9.      | Trompet bas/disc | 8 voet  | discant verwijderd in 1717          | 9.      | Viola di Gamba | 8 voet  | Vervanging van Dulciaan, 1912, verwijderd in 1965             |
| 10.     | Vox humana disc  | 8 voet  | Vervanging van trompet disc in 1717 | 10.     | Voix Celeste   | 8 voet  | Vervanging van Mixtuur, 1912, verwijderd in 1965              |
| 11.     | Trompet disc     | 8 voet  | Vervanging van vox humana in 1822   | 11.     | Dulciaan       | 8 voet  | Vervanging van Viola di Gamba, 1965                           |
|         |                  |         |                                     | 12.     | Mixtuur        | 8 voet  | Vervanging van Voix Celeste, 1965                             |

Na de plaatsing in 1707 werd het orgel onderhouden door Duyschot zelf, maar dit werd overgedragen aan Jacob François Moreau uit Rotterdam door wie het orgel van 1719-1732 werd onderhouden. In 1717 raakte Moreau al betrokken bij het orgel toen hij de Trompet 8 voet verving voor een Vox humana. Toen het orgel werd verplaatst naar de nieuwe Lutherse kerk werden er enkele dingen veranderd. Het werd op een oksaal geplaatst, uitgerust met een rugpositief waarin een prestant 4 voet werd geplaatst. Verder werd een groot David beeld op het orgel geplaatst. De verplaatsing en ander werkzaamheden werd uitgevoerd door orgelmakers Hendrik Hartman Bätz uit Utrecht en Albertus van Os uit Vlissingen. Het houtsnijwerk, benodigd voor deze uitbreiding, werd gemaakt door Gerard de Grendel.
In 1754 diende Johan Caspar Müller (broer van Christian Müller) een voorstel in om het rugwerk uit te breiden met vijf registers, maar de kerkenraad kon dit geld niet opbrengen vanwege de zware lasten die de bouw van de kerk met zich mee had gebracht. Het voorstel vond echter veel steun in de gemeente zelf zodat een collecte werd georganiseerd en samen met een particuliere gift uit Amsterdam kon het voorstel worden gerealiseerd en installeerde Müller een holpijp 8', fluit 4', octaaf 2' discant dubbel en een sesquialter. Tussen 1774 en 1790 zijn er nog drie registers door de Middelburgse orgelbouwer Nadorp toegevoegd, namelijk een prestant 8', Dulciaan 8', en Mixtuur. Nadorp was lid van de Lutherse gemeente en de plaatsing gebeurde waarschijnlijk op zijn eigen initiatief.
In 1788 werd het orgel herzien door stadsorgelmaker Frederik van de Weele, waarna Daniël Radermacher was uitgenodigd voor het opnemen van het orgel. Hij stelde voor om op het rugpositief ook nog decoratieve beelden te plaatsen, maar vond geen gehoor. Daarom bood hij in 1792 op eigen initiatief twee vazen en een beeld aan, gemaakt door beeldhouwer Jacobus van der Bilt, ter gelegenheid van het 50-jarig bestaan van het kerkgebouw welke sindsdien op het rugpositief zijn geplaatst. In 1822 voerde Van der Weele nog een groot onderhoud waarbij de, in 1717 geplaatste, vox humana discant weer werd vervangen door een trompet discant.
Ook dit orgel werd getroffen door de vervalperiode in de orgelbouw. In 1912 voorde de Rotterdamse fa. A. Standaart een reparatie uit waarbij de Dulciaan en Mixtuur werden vervangen door een viola di gamba en een voix celeste. In 1927 werden er plannen gemaakt om het complete orgel te vervangen vanwege hoge reparatiekosten. Dit is niet door gegaan door tegenstand vanuit de gemeente en nieuwbouw bleek duurder dan gedacht. De reparatie werd uitgevoerd door fa. Dekker uit Goes en bleef het orgel behouden. In 1964 onderging het orgel een grote restauratie door W. van Leeuwen waarbij de in 1912 geplaatste viola di gamba en voix celeste weer werden vervangen door een dulciaan en mixtuur, gelijk de originele dispositie uit het einde van de achttiende eeuw. Het uiterlijk van het orgel werd echter wel veranderd, in plaats van de originele beschildering te herstellen, werd de kast in een ossenbloed-rode kleur geverfd.

In juni 2025 werd een De Rijckere-orgel uit 1776 geplaatst. Dit orgel was oorspronkelijk gebouwd voor de kerk van Axel, daarna heeft het tussen 1924 en 2019 dienst gedaan in de Hervormde kerk in het Limburgse Beek. 